# Едуардо Яньєс
Едуардо Яньєс Луевано (ісп. Eduardo Yañez Luévano; нар. 25 вересня 1960, Мехіко) — мексиканський актор.

## Життєпис
Народився 25 вересня 1960 року у Мехіко. 1981 року дебютував на телебаченні з другорядними ролями у теленовелах компанії Televisa. 1984 року був номінований на премію TVyNovelas у категорії Найкраща чоловіча роль — відкриття за роль у теленовелі жахів «Прокляття» з Ернесто Алонсо та Жаклін Андере. 1987 року виконав свою першу головну роль в історичній теленовелі «Шлях слави», за яку наступного року отримав премію TVyNovelas як найкращий актор.
1991 року переїхав до США, де зіграв у серіалах «Марієлена» (1992—1993) та «Гвадалупе» (1993—1994) виробництва компанії Telemundo, а також з'явився у низці другорядних ролей в американських серіалах та кінофільмах, в тому числі у стрічці «Стриптиз» з Демі Мур. 2005 року повернувся до Мексики, де продовжив співпрацю з компанією Televisa.

## Особисте життя
1987 року Яньєс одружився з Нормою Адріаною Гарсія. 1989 року у подружжя народився син Едуардо Яньєс-молодший. Розлучилися 1990 року.
1996 року одружився з американською акторкою і журналісткою Франческою Круз. Розлучилися 2003 року.

## Вибрана фільмографія
| Рік       |    | Українська назва                  | Оригінальна назва                       | Роль                                                                              |
| --------- | -- | --------------------------------- | --------------------------------------- | --------------------------------------------------------------------------------- |
| 1981      | с  | Дім, який я пограбувала           | El hogar que yo robé                    | бармен                                                                            |
| 1981—1982 | с  | Кохай мене завжди                 | Quiéreme siempre                        | Карлос Руїс                                                                       |
| 1982      | с  | Безсмертне кохання                | El amor nunca muere                     | Альфонсо Конде                                                                    |
| 1983—1984 | с  | Прокляття                         | El maleficio                            | Дієго Флорес                                                                      |
| 1987      | с  | Шлях слави                        | Senda de gloria                         | Мануель Фонтана Сантакілья                                                        |
| 1988—1989 | с  | Солодкий виклик                   | Dulce desafío                           | Енріке Толедо                                                                     |
| 1990      | с  | Я купую цю жінку                  | Yo compro esa mujer                     | Алехандро Альдама                                                                 |
| 1990—1991 | с  | У власному тілі                   | El carne propia                         | Леонардо Ріваденейра                                                              |
| 1992—1993 | с  | Мірієлена                         | Marielena                               | Луїс Феліпе Сандоваль                                                             |
| 1993—1994 | с  | Гваделупе                         | Guadalupe                               | Альфредо Робінсон / Альфредо Мендоса                                              |
| 1996      | ф  | Стриптиз                          | Striptease                              | Чіко                                                                              |
| 1996—1997 | с  | Саванна                           | Savannah                                | Бенні Серна                                                                       |
| 1998      | ф  | Дикі штучки                       | Wild Things                             | Френкі Кондо                                                                      |
| 1999      | тф | Доктор Квін, жінка-лікарка: Фільм | Doctor Quinn, Medicine Woman: The Movie | Вальдес                                                                           |
| 2001      | ф  | Вічна битва                       | Megiddo: The Omega Code 2               | генерал Гарсія                                                                    |
| 2002      | с  | C.S.I.: Місце злочину Маямі       | C.S.I: Miami                            | Геніо дель Маль                                                                   |
| 2004      | ф  | Каратель                          | The Punisher                            | Майк Торо                                                                         |
| 2004      | ф  | Лють                              | Man on Fire                             | охоронець                                                                         |
| 2005      | с  | Мертва справа                     | Cold Case                               | Фелікс Ла Роса                                                                    |
| 2006      | с  | Прихована правда                  | La verdad oculta                        | Хуан Хосе Вікторія Окампо                                                         |
| 2007      | с  | Морська поліція: Лос-Анджелес     | NCIS: Los Angeles                       | Антоніо Медіна                                                                    |
| 2007      | с  | Чисте кохання                     | Destilando amor                         | Родріго Монтальво                                                                 |
| 2008      | с  | Вогонь у крові                    | Fuego en la sangre                      | Хуан Роблес Реєс                                                                  |
| 2009—2010 | с  | Дике серце                        | Corazón salvaje                         | Хуан де Діос Сан-Роман Монтес де Ока / Хуан Альдама де ла Крус / Хуан дель Дьябло |
| 2012—2013 | с  | Істинне кохання                   | Amores verdaderos                       | Хосе Анхель Арьяга                                                                |
| 2015      | с  | Обман любові                      | Amores verdaderos                       | Факундо Кармона                                                                   |
| 2015      | ф  | Бандити                           | Ladrones                                | Сантьяго Гусман                                                                   |
| 2018      | с  | Фальшива особистість              | Falsa identidad                         | Дон Матео Корона                                                                  |
| 2019      | с  | Королева Півдня                   | La Reina del Sur                        | Антоніо Алькала                                                                   |
| 2019      | с  | Не боячись правди                 | Sin miedo a la verdad                   | Президент Еміліо Лозада                                                           |
| 2021      | ф  | Божественне дитя                  | El Niño Dios                            | Ірод                                                                              |
| 2022      | с  | Серце воїна                       | Corazón guerrero                        | Октавіо Санчес                                                                    |
| 2022      | с  | Мій дядько                        | Mi tío                                  | Біллі                                                                             |
| 2023      | с  | Гра в брехню                      | Juego de mentiras                       | Паскуаль дель Ріо                                                                 |

## Нагороди та номінації
TVyNovelas Awards
- 1984 — Номінація на найкращу чоловічу роль — відкриття (Прокляття).
- 1988 — Найкращий актор (Шлях слави).
- 1990 — Найкращий молодий актор (Солодкий виклик).
- 1991 — Найкращий актор (Я купую цю жінку).
- 2007 — Найкращий актор (Прихована правда).
- 2008 — Найкращий актор (Чисте кохання).
- 2009 — Номінація на найкращого актора (Вогонь у крові).

ACE Awards
- 1991 — Чоловіча персона року (Я купую цю жінку).
- 1992 — Чоловіча персона року (Марієлена).
- 2008 — Найкращий актор у телепостановці (Чисте кохання).
- 2009 — Найкращий актор у телепостановці (Вогонь у крові).

Еммі
- 1993 — Найкращий актор (Гваделупе)[2].

Bravo Awards
- 2008 — Найкращий актор (Чисте кохання).